# マリオ・ボルトラッツィ
マリオ・ボルトラッツィ（Mario Bortolazzi、1965年1月10日 - ）は、イタリア・ヴェローナ出身のサッカー選手。現役時代のポジションはMF。

## 経歴
1980年にマントヴァでキャリアをスタートさせ、フィオレンティーナでのプレーを経て、1985-86シーズンにACミランに移籍、1987-88シーズン、出場機会は少なかったがセリエA制覇を経験。
1990年から1998年までのジェノアCFCでプレー、通算290試合に出場した。三浦知良も在籍した1994-95シーズンにセリエB降格して以降もジェノアでプレーした。2002-03シーズン、リヴォルノでのプレーを最後に引退。
2006年から2008年にかけて、ロベルト・ドナドーニ監督が率いたイタリア代表のアシスタントコーチを務めた。

## タイトル
ACミラン
- セリエA：1987-88

ジェノア
- アングロ＝イタリアン・カップ : 1995-96